# Angiens
Angiens és un municipi francès situat al departament del Sena Marítim i a la regió de Normandia. L'any 2007 tenia 603 habitants.

## Demografia

### Població
El 2007 la població de fet d'Angiens era de 603 persones. Hi havia 231 famílies de les quals 69 eren unipersonals (32 homes vivint sols i 37 dones vivint soles), 65 parelles sense fills, 73 parelles amb fills i 24 famílies monoparentals amb fills.
La població ha evolucionat segons el següent gràfic:
Habitants censats

### Habitatges
El 2007 hi havia 331 habitatges, 242 eren l'habitatge principal de la família, 77 eren segones residències i 12 estaven desocupats. 329 eren cases i 1 era un apartament. Dels 242 habitatges principals, 154 estaven ocupats pels seus propietaris, 82 estaven llogats i ocupats pels llogaters i 5 estaven cedits a títol gratuït; 2 tenien una cambra, 9 en tenien dues, 41 en tenien tres, 69 en tenien quatre i 121 en tenien cinc o més. 170 habitatges disposaven pel capbaix d'una plaça de pàrquing. A 111 habitatges hi havia un automòbil i a 100 n'hi havia dos o més.

### Piràmide de població
La piràmide de població per edats i sexe el 2009 era:
| Homes | Edats   | Dones |
| ----- | ------- | ----- |
| 0     | 95 o +  | 4     |
| 0     | 90 a 94 | 0     |
| 8     | 85 a 89 | 0     |
| 0     | 80 a 84 | 12    |
| 8     | 75 a 79 | 20    |
| 16    | 70 a 74 | 12    |
| 8     | 65 a 69 | 32    |
| 4     | 60 a 64 | 8     |
| 4     | 55 a 59 | 0     |
| 24    | 50 a 54 | 12    |
| 24    | 45 a 49 | 20    |
| 32    | 40 a 44 | 36    |
| 16    | 35 a 39 | 28    |
| 24    | 30 a 34 | 28    |
| 20    | 25 a 29 | 12    |
| 24    | 20 a 24 | 28    |
| 28    | 15 a 19 | 12    |
| 28    | 10 a 14 | 32    |
| 40    | 5 a 9   | 16    |
| 36    | 0 a 4   | 12    |

## Economia
El 2007 la població en edat de treballar era de 374 persones, 262 eren actives i 112 eren inactives. De les 262 persones actives 218 estaven ocupades (128 homes i 90 dones) i 43 estaven aturades (21 homes i 22 dones). De les 112 persones inactives 24 estaven jubilades, 32 estaven estudiant i 56 estaven classificades com a «altres inactius».

### Ingressos
El 2009 a Angiens hi havia 238 unitats fiscals que integraven 596 persones, la mediana anual d'ingressos fiscals per persona era de 17.779 €.

### Activitats econòmiques
Dels 17 establiments que hi havia el 2007, 1 era d'una empresa extractiva, 1 d'una empresa alimentària, 1 d'una empresa de fabricació de material elèctric, 1 d'una empresa de fabricació d'altres productes industrials, 2 d'empreses de construcció, 1 d'una empresa de comerç i reparació d'automòbils, 3 d'empreses de transport, 2 d'empreses d'hostatgeria i restauració, 3 d'empreses de serveis i 2 d'empreses classificades com a «altres activitats de serveis».
Dels 4 establiments de servei als particulars que hi havia el 2009, 1 era un paleta, 1 lampisteria i 2 perruqueries.
L'únic establiment comercial que hi havia el 2009 era una fleca.
L'any 2000 a Angiens hi havia 14 explotacions agrícoles que ocupaven un total de 1.056 hectàrees.

## Equipaments sanitaris i escolars
El 2009 hi havia 1 escola maternal integrada dins d'un grup escolar amb les comunes properes formant una escola dispersa i 1 escola elemental integrada dins d'un grup escolar amb les comunes properes formant una escola dispersa.

## Poblacions més properes
El següent diagrama mostra les poblacions més properes.